# Joe Constanzo
Joe Constanzo – australijski judoka.
Brązowy medalista mistrzostw Oceanii w 1983. Trzeci na mistrzostwach Australii w 1986 roku.